# Koreanischer Fächer-Ahorn
Der Koreanische Fächer-Ahorn (Acer pseudosieboldianum) ist eine Pflanzenart aus der Gattung der Ahorne (Acer) in der Familie der Seifenbaumgewächse (Sapindaceae). Das natürliche Verbreitungsgebiet liegt in Korea, China und im östlichen Russland.

## Beschreibung

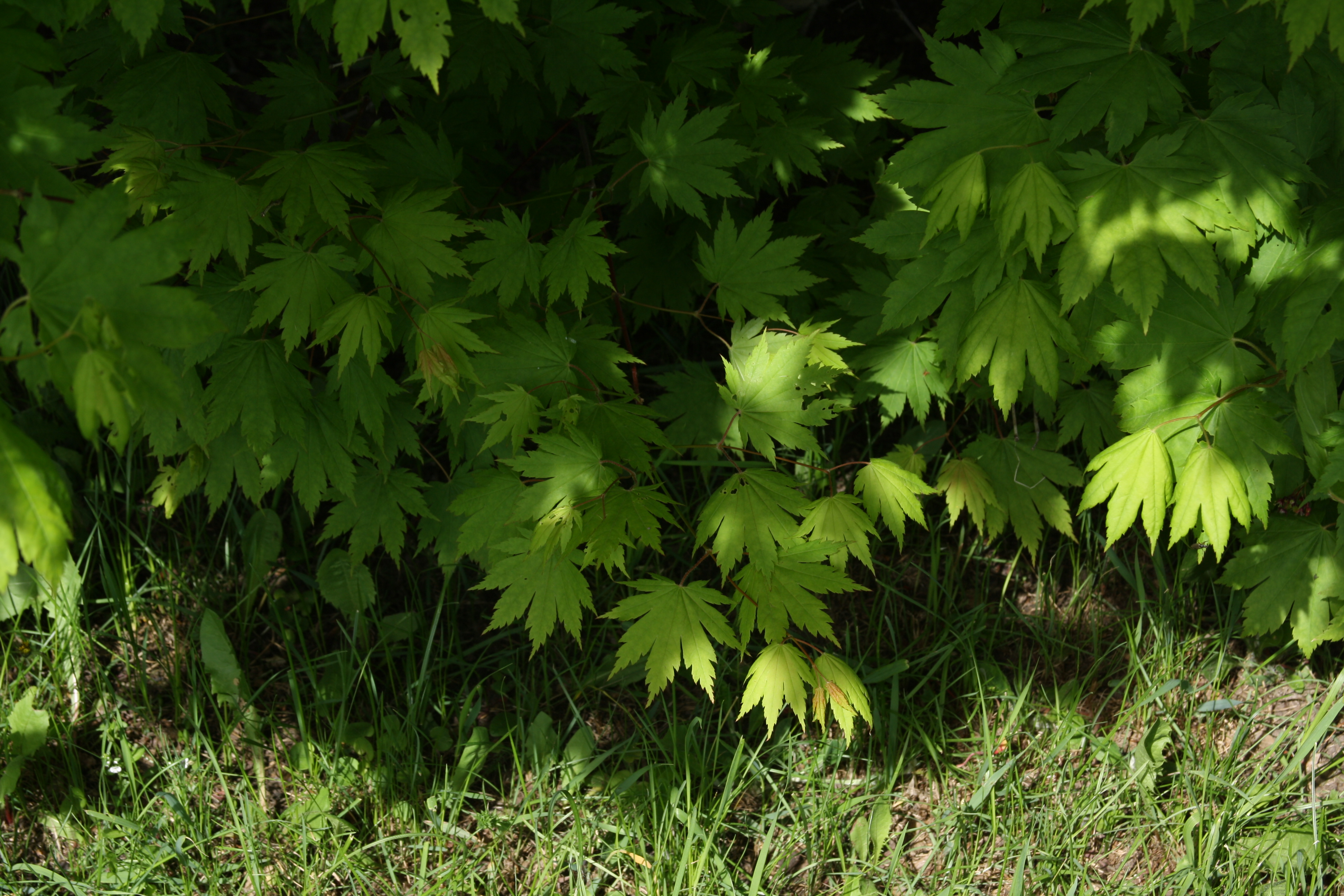
Laubblätter

### Vegetative Merkmale
Der Koreanische Fächer-Ahorn ist ein 8 Meter hoher kleiner Baum oder großer Strauch. Die Krone ist ausgebreitet oder offen. Die Rinde der dünnen Zweige ist grau, schwärzlich gestreifte und weißlich bereift.
Die pergamentartigen Laubblätter sind in Blattstiel und -spreite gegliedert. Der Blattstiel ist 3 bis 5 Zentimeter lang. Die Blattspreite ist 10 bis 14 Zentimeter breit mit herzförmiger Spreitenbasis und neun- oder elflappig. Die Blattlappen sind länglich lanzettlich und doppelt gesägt. Die Blattoberseite ist glänzend dunkelgrün und die -unterseite anfangs seidig behaart. Die Laubblätter färben sich im Herbst gelb, orangefarben oder rot und bleiben lange am Baum. 

### Generative Merkmale
Die Blütezeit reicht von Mai bis Juni. Die Blüten stehen befinden sich in einem endständigen, trugdoldigen Blütenstand. Die Blüte ist radiärsymmetrisch mit doppelter Blütenhülle. Die Kelchblätter sind rötlich-purpurfarben. Die Kronblätter sind cremeweiß.
Die Nussfrucht ist etwa 3 Zentimeter lang und braun oder purpurfarben. Der Flügel ist waagrecht abstehend. Die Früchte reifen im September.
Die Chromosomenzahl beträgt 2n = 26.

## Vorkommen
Das Verbreitungsgebiet liegt in Korea, in den chinesischen Provinzen Heilongjiang, Jilin und Liaoning und in der russischen Region Primorje im Ussurigebiet.
Acer pseudosieboldianum wächst in Höhenlagen von 700 bis 900 Metern in kühlfeuchten Wäldern auf durchlässigen, frischen bis feuchten, mäßig nährstoffreichen, sauren bis neutralen, sandigen oder kiesig-humosen Böden an sonnigen bis lichtschattigen Standorten. Diese Art ist frosthart.

## Systematik
Die Erstbeschreibung als Varietät Acer circumlobatum var. pseudosieboldianum erfolgte 1886 durch Ferdinand Albin Pax in Botanische Jahrbücher für Systematik, Pflanzengeschichte und Pflanzengeographie. Leipzig. Wladimir Leontjewitsch Komarow gab ihr 1904 in Trudy Imperatorskago S.-Peterburgskago Botaniceskago Sada. Acta Horti Petropolitani. St. Petersburg den Rang einer eigenen Art.
Die Art Acer pseudosieboldianum gehört zur Serie Palmata aus der Sektion Palmata in der Gattung Acer. 

## Verwendung
Acer pseudosieboldianum wird nur selten wegen ihres Holzes genutzt.

## Nachweise